# Abdulqawi Yusuf
Abdulqawi Yusuf (Eyl, 12 september 1948) is een Somalisch rechter. Sinds 6 februari 2018 is hij aangesteld als president van het Internationale Gerechtshof.

## Levensloop
Yusuf studeerde aan de Nationale Universiteit van Somalië waar hij in 1973 zijn doctoraat in rechtsgeleerdheid behaalde. Hij vervolgde zijn studie aan het centrum voor studie en onderzoek van de Haagsche Academie voor Internationaal Recht en behaalde daar een jaar later een certificaat. In 1976 en 1977 volgde hij internationaal recht en internationale betrekkingen aan de Universiteit van Florence in Italië en in 1980 behaalde hij de titel doctor in politieke wetenschappen aan de Universiteit van Genève.
Zijn verdere carrière doorloopt hij sindsdien bij verschillende onderdelen van de Verenigde Naties. In 1981 begon hij in juridische en adviserende functies te werken voor United Nations Conference on Trade and Development (UNCTAD) in Genève en van 1992 tot 1994 voor dit orgaan in New York. Tussendoor werkte hij in 1989 nog enkele maanden voor de United Nations Transition Assistance Group (UNTAG)
In 1997 en in 1998 werkte hij voor de United Nations Industrial Development Organization (UNIDO) waaronder vanaf 1998 als plaatsvervangend secretaris-generaal en bijzonder adviseur voor Afrikaanse aangelegenheden. Aansluitend werkte hij vanaf 2001 voor de UNESCO als directeur en juridisch adviseur voor internationale standaarden en andere juridische zaken. Sinds 1999 is hij lid van het Institut de Droit International.
Sinds 2009 is Yusuf rechter bij het Internationale Gerechtshof in Den Haag. Hij was ervoor ook al betrokken geweest als ad-hocrechter in de zaak tussen Djibouti vs. Frankrijk.
Op 6 februari 2015 werd hij vice-president van het Internationale Gerechtshof (ICJ).
Yusuf is verder oprichter en chef-redacteur van de jaarlijkse uitgaves van Droit International en African Yearbook of International Law. Verder is hij oprichter en voorzitter van de Afrikaanse vereniging voor internationaal recht (Fondation africaine pour le Droit international), is hij bestuurslid van de École doctorale van de Universiteit van Parijs I (Sorbonne) en is hij gasthoogleraar voor een aantal academische instellingen in Europa en Afrika.
- Bibsys: 99012263
- Bibliothèque nationale de France: cb16182101x (data)
- Gemeinsame Normdatei: 102206410X
- International Standard Name Identifier: 0000 0001 1657 2474
- Library of Congress Control Number: n82054298
- Nationale Bibliotheek van Tsjechië: mub2011667738
- Nationale Bibliotheek van Israël: 987007442877305171
- Nederlandse Thesaurus van Auteursnamen: 068841825
- Système universitaire de documentation: 075893150
- Virtual International Authority File: 62887687
- WorldCat: E39PBJhMjM4BGbXjBBYbWqkxDq